# Scream (canção de 2NE1)
"Scream" é um single promocional do Girl group sul-coreano 2NE1. A canção foi lançada como o segundo single do álbum "Collection". Além disso, foi a primeira canção original em japonês. A letra da canção foi escrita pelo rapper japonês Verbal. Um remix da canção foi lançado digitalmente em 14 de Março de 2012, no Recochoku, antes mesmo do single em si ser lançado em lançado em 28 de março de 2012.
A versão coreana da canção foi lançada no segundo álbum de estúdio do grupo, Crush.

## Edições
O single foi lançado em três versões diferentes, duas edições limitadas de CD e DVD, e apenas um CD normal. A primeira edição com uma capa de manga e a edição regular também inclui um livreto de 22 páginas que consiste em imagens de grupo e letras das musicas "Scream" e "Fire". A versão com DVD contém o clipe de "Scream", juntamente com o making of do vídeo e imagens exclusivas de 2NE1 nas Filipinas. A outra edição vem com várias imagens da 3° Temporada de "2NE1TV" e tem aproximadamente 30 minutos de duração.

## Faixas
| Edição padrão  |                         |         |  |
| N.º            | Título                  | Duração |  |
| 1.             | "Scream"                | 3:42    |  |
| 2.             | "Fire (Japanese)"       | 3:46    |  |
| 3.             | "Scream (Instrumental)" | 3:42    |  |
| 4.             | "Fire (Instrumental)"   | 3:46    |  |
| 5.             | "Scream (m-flo Remix)"  | 7:07    |  |
| Duração total: | Duração total:          | 14:35   |  |

## Chats
| Charts                               | Posições |
| ------------------------------------ | -------- |
| Billboard Adult Contemporary Airplay | 45       |
| Billboard Japan Hot 100              | 18       |
| Oricon daily singles                 | 7        |
| Oricon weekly singles                | 14       |
| RIAJ Digital Track Chart Top 100     | 65       |